# Dario Campeotto
Dario Campeotto (Frederiksberg, 1 de fevereiro de 1939 – 1 de abril de 2023) foi um cantor, ator e apresentador de televisão dinamarquês.
Filho de pais italianos, Emma e Ernesto Campeotto, começou a cantar com dez anos, mas seu auge foi a vitória no Dansk Melodi Grand Prix em 1961 com a canção "Angelique", que terminou em quinto lugar no Festival Eurovisão da Canção 1961. A seguir à Eurovisão,  Dario Campeotto lançou vários discos, participou em várias peças de teatro, operetas, revistas e filmes.
Dario Campeotto casou por duas vezes e viveu em Itália como a sua ex-mulher, a atriz Ghita Nørby, mas regressou à Dinamarca, onde continuou a sua carreira. Teve três filhos.

## Morte
Campeotto morreu em 1 de abril de 2023, aos 84 anos.

## Filmografia
- Peters baby (1961)
- Han, hun, Dirch og Dario (1962)
- Flagermusen (1966)
- Flyvende farmor (2001)